# Maria Carolina da Áustria (1748)
Maria Carolina da Áustria (Viena, 17 de setembro de 1748 – Viena, 17 de setembro de 1748), foi a décima criança e a sétima filha da Arquiduquesa Maria Teresa da Áustria, depois Rainha da Hungria, Croácia e Boêmia, e do duque Francisco Estêvão de Lorena, depois Francisco I do Sacro Império Romano-Germânico.

## Biografia
Como nas outras nove gestações, Maria Teresa também não deixou que seus deveres imperiais a detivessem no décimo. Mas desta vez ela admitiu que estava se tornando cada vez mais difícil, dadas as circunstâncias em que estava:
“(...) se o querido Deus quisesse me dar os filhos que tenho, ficaria muito feliz em terminar com dez; porque sinto que isso me enfraquece e me leva a envelhecer um pouco e me torna incapaz de fazer qualquer trabalho cerebral. "
Em 16 de setembro de 1748 - um dia antes do nascimento - a imperatriz foi de Schönbrunn a Hofburg pela manhã para se despedir publicamente do emissário turco. Depois, voltou a Schönbrunn com o imperador e seu irmão Carlos Alexandre, visitou a sua mãe em Hetzendorf à tarde e foi ao teatro no início da noite para uma ópera italiana. O dia 17 de setembro de 1748 era uma terça-feira. Até o nascimento da noite, entre as 19h e as 20h, o dia seguia como planejado: o culto na igreja na capela do Palácio de Schönbrunn, seguido de conferências.
O nascimento da pequena arquiduquesa finalmente começou bastante normalmente. No entanto, houve horror quando a menina nasceu com os pés primeiro. Por ser particularmente fraca, a parteira iniciou o batismo de emergência imediato. Maria Teresa foi atormentada pelo pensamento de que sua filha não havia sido batizada a tempo de sua morte, por ela não ter durado nem uma hora. Considerava-se de suma importância que a criança fosse batizada em vida, pois, segundo a crença católica tradicional, as crianças não batizadas passariam a eternidade no limbo. O médico de Maria Teresa, Gerard van Swieten, assegurou-lhe que a criança ainda estava viva quando foi batizada, mas muitos na corte duvidaram disso.
O corpo da bebê foi colocado na Sala de Verão do Palácio de Schönbrunn (como outras crianças recém-nascidas), para que os membros da corte pudessem garantir que ela era uma criança normal e não malformada, mas não foi exibida formalmente. Em 18 de setembro, o pequeno corpo foi levado para o Hofburg. À noite, o funeral de Maria Carolina finalmente aconteceu na igreja capuchinha.
Em homenagem a sua irmã mais velha, Maria Carolina, que morreu na infância, recebeu o nome de Maria Carolina.
A princesa foi enterrada como o terceiro membro da Casa de Habsburgo ou Habsburgo-Lorena na Cripta de Maria Teresa, parte da Cripta Imperial de Viena.

## Irmãos
Maria Carolina teve 15 irmãos, dois dos quais morreram como eles quando eram crianças. Três outros irmãos morreram de varíola na adolescência. Seus irmãos mais velhos mais conhecidos eram: José II; Maria Cristina; Maria Amália e Leopoldo II.
Seus irmãos mais novos mais conhecidos eram: Maria Carolina; Fernando, Duque de Brisgóvia; Maria Antônia (mais tarde Maria Antonieta) e Maximiliano Francisco .

## Literatura
- Hanne Egghardt: os filhos de Maria Theresia. 16 destinos entre esplendor e miséria. Kremayr & Scheriau, Viena 2010, ISBN 978-3-218-00813-6 .

## Registros individuais
1. 1 2 3
2. ↑  Stollberg-Rilinger 2017, p. 306-310.